# Джефферсон (округ, Миссисипи)
Округ Джефферсон (англ. Jefferson County) — округ штата Миссисипи, США, занимающий площадь 1344.2 км². Его административный центр — город Фейетт. Округ основан в 1799 году. Согласно переписи населения 2000 года, в нём жили 9740 человек (данные Бюро переписи населения США). Плотность населения составляла 7.2 человек на квадратный километр.